# 300 km
300 km (ros. 300 км) – przystanek kolejowy w pobliżu miejscowości Nikulino, w rejonie safonowskim, w obwodzie smoleńskim, w Rosji. Położony jest na linii Moskwa - Mińsk - Brześć.